# سید ابوالقاسم پورحسینی
سید ابوالقاسم پورحسینی ملقب به واصل کرمانی (۱۲۹۹–۱۳۶۵) فیلسوف، مترجم، نویسنده و روزنامه‌نگار ایرانی بود.

## آثار
- ترجمهٔ اخلاق نیکوماخس ارسطو به فارسی و تطبیق آن با کتاب تهذیب الاخلاق و تطهیر الاعراق ابن مسکویه
- ترجمهٔ رسالهٔ سلامان و آبسال (نمط نهم)، انتشارات ابن سینا
- فلسفهٔ رواقی، ژان برن، ترجمهٔ ابوالقاسم پورحسینی، تهران: امیرکبیر، ۱۳۵۶
- فلسفهٔ اپیکور، ژان برن، ترجمهٔ ابوالقاسم پورحسینی، تهران: امیرکبیر
- سقراط، ژان برن، ترجمهٔ ابوالقاسم پورحسینی، تهران: علمی و فرهنگی
- فلسفهٔ اخلاق (حکمت عملی)، موریس ژکس، ترجمهٔ ابوالقاسم پورحسینی، تهران: امیرکبیر (ترجمهٔ بخشی از کتاب درآمدی بر فلسفه)[۴]
- «فیثاغورث و فیثاغورثیان»، مجلهٔ دانشکدهٔ ادبیات دانشگاه تهران
- «کتب و آثار خطی ابن مسکویه»، مجلهٔ معارف اسلامی
- ترجمهٔ اشعار مجلهٔ یغما
- «رواقیون»، رساله‌ای دربارهٔ فلسفهٔ اخلاقی این حکما
- فرهنگ لغات و اصطلاحات مردم کرمان، مرکز کرمان‌شناسی